# 鳥取県道38号倉吉福本線
鳥取県道38号倉吉福本線（とっとりけんどう38ごう くらよしふくもとせん）は、鳥取県倉吉市から東伯郡三朝町を結ぶ県道（主要地方道）である。

## 概要

### 路線データ
- 起点：鳥取県倉吉市東巌城町（中部総合事務所先交差点、国道179号・鳥取県道21号鳥取鹿野倉吉線交点）
- 終点：鳥取県東伯郡三朝町福本（国道482号交点）
- 未開通区間：鳥取県倉吉市広瀬 - 鳥取県東伯郡三朝町福山

## 歴史
- 1993年（平成5年）5月11日 - 建設省から、県道倉吉福本線が倉吉福本線として主要地方道に指定される[1]。

## 路線状況

### 重複区間
- 鳥取県道205号木地山倉吉線（倉吉市住吉町・住吉町交差点 - 倉吉市湊町・湊町交差点）
- 鳥取県道312号倉吉環状線（倉吉市八幡町・生田橋東詰交差点 - 倉吉市下大江）
- 鳥取県道309号大柿上古川線（倉吉市岩倉 - 倉吉市広瀬）

## 地理

### 通過する自治体
- 倉吉市
- 東伯郡三朝町

### 交差する道路

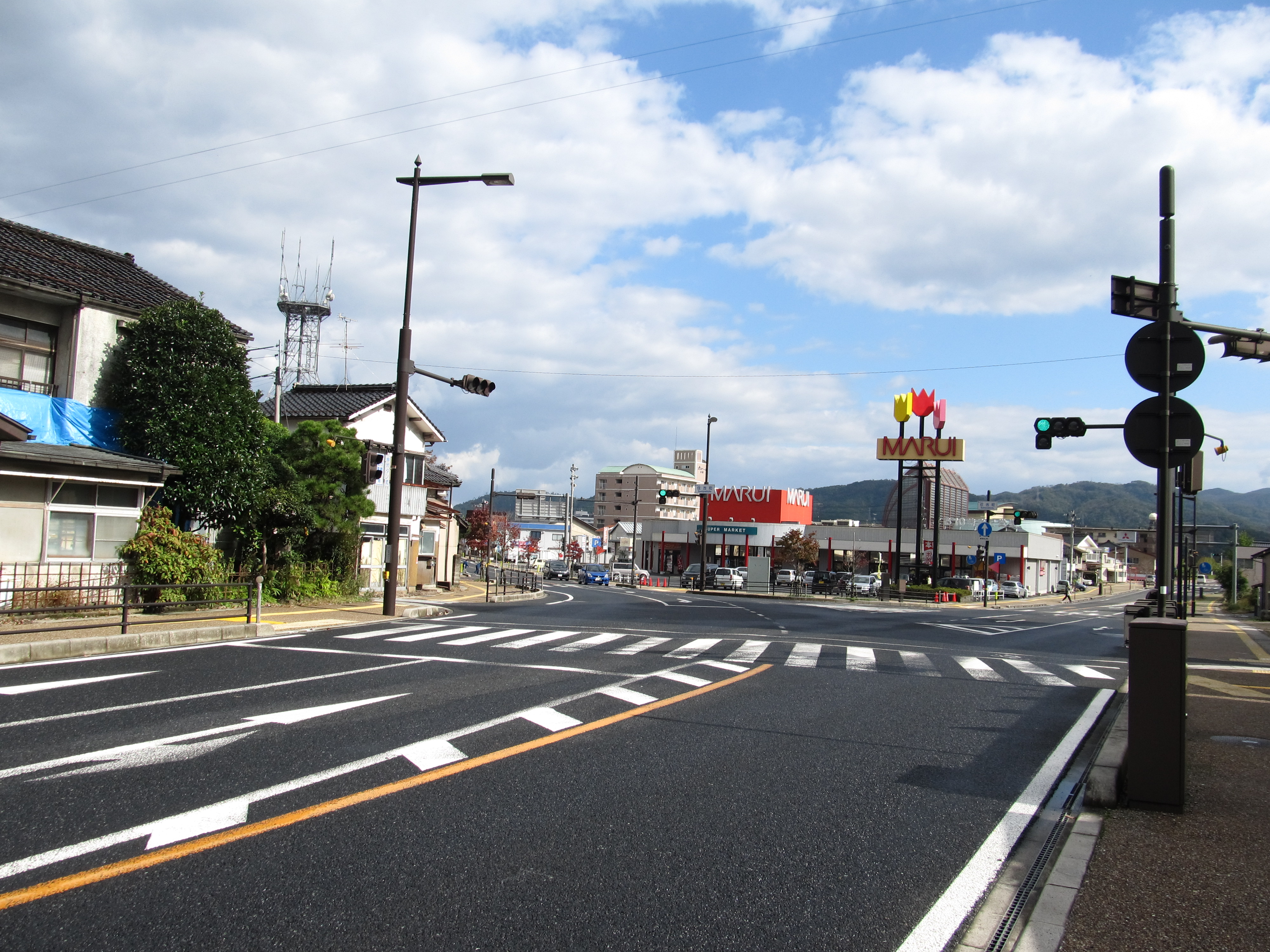
倉吉市・住吉町交差点（県道205号との分岐）

- 国道179号・鳥取県道21号鳥取鹿野倉吉線（鳥取県道22号倉吉青谷線重複）（倉吉市東巌城町・中部総合事務所先交差点、起点）
- 鳥取県道205号木地山倉吉線（倉吉市住吉町・住吉町交差点）
- 鳥取県道205号木地山倉吉線（倉吉市湊町・湊町交差点）
- 鳥取県道312号倉吉環状線（倉吉市八幡町・生田橋東詰交差点）
- 鳥取県道312号倉吉環状線（倉吉市下大江）
- 鳥取県道309号大柿上古川線（倉吉市岩倉）
- 鳥取県道309号大柿上古川線（倉吉市広瀬）
- 鳥取県道306号福本関金線（東伯郡三朝町福本）
- 国道482号（東伯郡三朝町福本、終点）